# Crimă cu oglinzi
Crimă cu oglinzi (în engleză Murder with Mirrors) este un film de televiziune britanico-american din 1985 regizat de Dick Lowry, cu Helen Hayes (în ultimul său rol de film), Bette Davis, John Mills, Leo McKern, Dorothy Tutin și Tim Roth. Se bazează pe romanul scriitoarei Agatha Christie, Împușcături la Stonygates (They Do It with Mirrors) și folosește titlul versiunii americane a romanului. Romanul a fost dramatizat în două seriale de televiziune cu Miss Marple: mai întâi cu Joan Hickson în Miss Marple și cu Julia McKenzie în Marple (Agatha Christie's Marple), unde a fost folosit titlul original al romanului.
Crimă cu oglinzi este produs de Warner Bros. Television și a fost transmis în premieră de CBS.

## Distribuție
- Helen Hayes - Miss Jane Marple
- Bette Davis - Carrie Louise Serrocold
- John Mills - Lewis Serrocold
- Leo McKern - Inspector Curry
- Liane Langland - Gina Markham
- John Laughlin - Wally Markham
- Dorothy Tutin - Mildred Strete
- Anton Rodgers - Dr. Max Hargrove
- Frances de la Tour - Miss Bellaver
- John Woodvine - Christian Gulbranson
- James Coombes - Steven Restarick
- Tim Roth - Edgar Lawson

## Producție

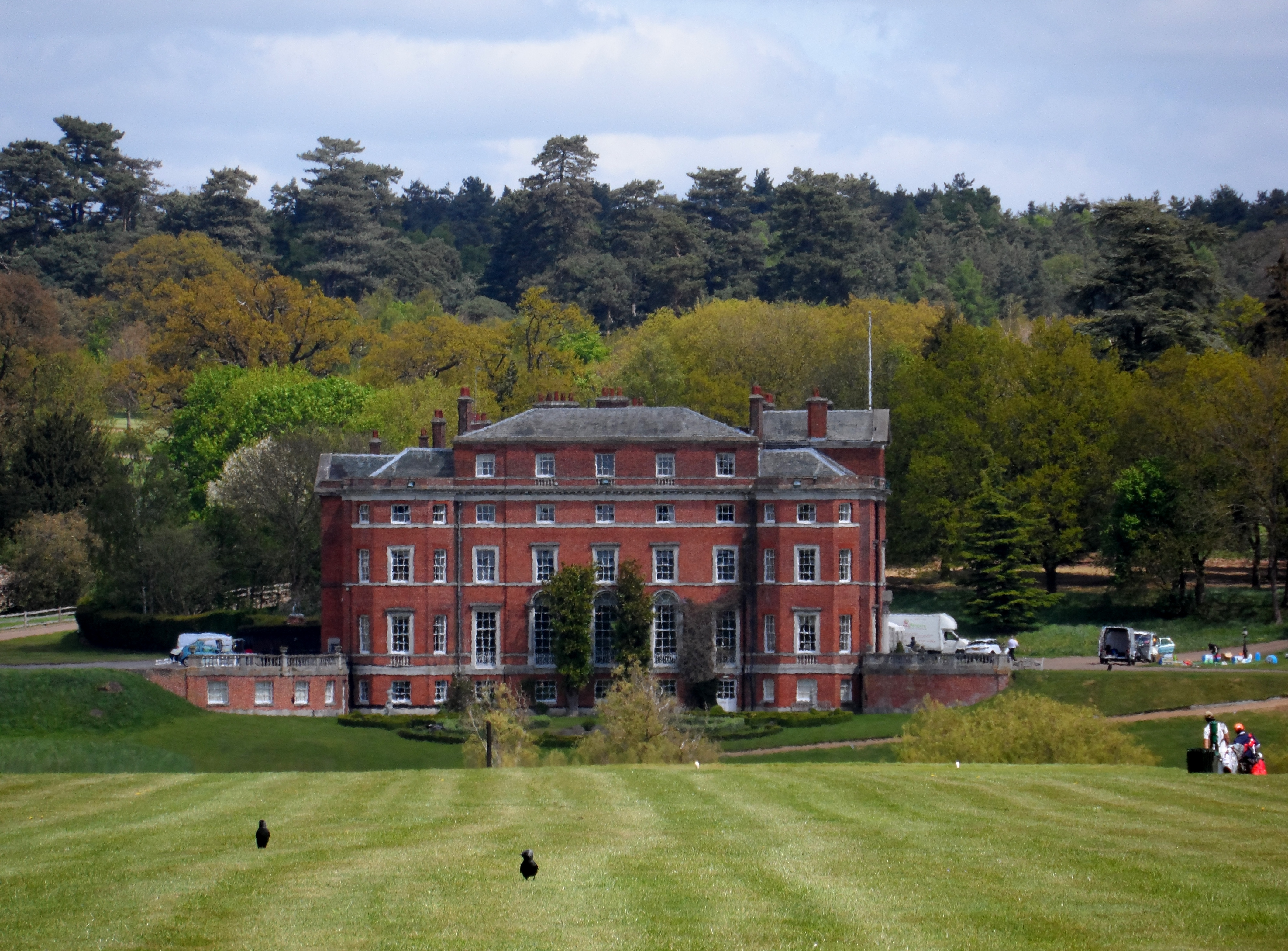
Brocket Hall

Murder with Mirrors a fost filmat în întregime în Londra.. Brocket Hall din Hertfordshire este prezentat ca Stonygates. Câteva locuri din Londra pot fi observate, cum ar fi Carlton House Terrace, Trafalgar Square și Westminster Bridge. Turville, Seer Green și Skirmett, toate în Buckinghamshire apar, de asemenea, în film.